# Liste der Monuments historiques in Trélazé
Die Liste der Monuments historiques in Trélazé führt die Monuments historiques in der französischen Gemeinde Trélazé auf.

## Liste der Bauwerke
| Bezeichnung                   | Beschreibung         | Standort | Kennzeichnung | Schutzstatus | Datum | Bild |
| ----------------------------- | -------------------- | -------- | ------------- | ------------ | ----- | ---- |
| Château du Périneau-Verrières | Schloss, erbaut 1788 | (Lage)   | PA49000041    | Inscrit      | 2003  |      |

## Liste der Objekte
- Monuments historiques (Objekte) in Trélazé in der Base Palissy des französischen Kultusministeriums